# 15 minutes of fame
15 minutes of fame („15 Minuten Ruhm“) ist ein Ausdruck, der von dem US-amerikanischen Künstler Andy Warhol geprägt wurde. Er bezieht sich auf die Flüchtigkeit von Ruhm und medialer Aufmerksamkeit, die sich schnell durch eine Ablenkung auf ein anderes Objekt richten kann, sobald die Aufmerksamkeitsspanne des Betrachters erschöpft ist. Der Ausdruck wird insbesondere gerne in der Unterhaltungsindustrie und Popkultur verwendet.

## Ursprung
Der Ausdruck ist eine Paraphrase einer Aussage Warhols aus dem Jahr 1968:

“In the future, everyone will be world-famous for 15 minutes.”

„In Zukunft wird jeder 15 Minuten weltberühmt sein.“

1979 erneuerte Warhol seine Behauptung:

“...my prediction from the sixties finally came true: In the future everyone will be famous for fifteen minutes.”

„...meine Vorhersage aus den sechziger Jahren ist schließlich eingetroffen: In Zukunft wird jeder 15 Minuten berühmt sein.“

Gelangweilt von den ständigen Nachfragen zu dieser Aussage begann Warhol, in Interviews die Aussage vorsätzlich zu variieren:

“In the future 15 people will be famous”

„In Zukunft werden 15 Leute berühmt sein“

Warhols Bemerkung und sein Tiefblick erwuchs aus Warhols eigenem Interesse an Ruhm und Berühmtheit. Nach seiner Auffassung sollten die Medien es jedem ermöglichen, berühmt zu werden. Warhols wechselndes Gefolge in den 1960 und 1970er Jahren von ansonsten unbekannten Trittbrettfahrern, die er seine „Superstars“ nannte, war ein Beispiel für die Kurzlebigkeit und Vergänglichkeit des Ruhms. Zu den „Superstars“ gehörten unter anderem Susan Bottomly, Brigid Berlin, Joe Dallesandro und Mary Woronov. Von 1985 bis 1987 strahlte der US-amerikanische Musiksender MTV die von Warhol moderierte Talkshow Andy Warhol’s Fifteen Minutes aus.

## In der Populärkultur
Das Zeitalter des Reality TVs bewirkte eine ironische Neuschaffung des Ausspruchs, wonach jeder 15 Minuten – nicht mehr – zu sehen ist. Vermutlich ausgelöst durch das Aufkommen von Social Networks, Blogs und anderer Internet-Erscheinungen, wurde der Spruch auch in “In the future, everyone will be famous to fifteen people” (Alternativ: “On the web, everyone will be famous to fifteen people”) abgeändert. Letztere Aussage wird dem schottischen Künstler Momus zugeschrieben.
Der US-amerikanische Regisseur John Herzfeld inszenierte 2001 den Actionfilm 15 Minuten Ruhm mit Robert De Niro und Edward Burns in den Hauptrollen. Der Film hat das Streben nach Ruhm und dessen Kurzlebigkeit zum Thema. In dem Horrorfilm Scream 2 von 1997 verwendet die Figur Cotton Weary, ein mutmaßlicher Mörder und verkörpert von  Liev Schreiber, das Warhol-Zitat. Thomas D hat ebenfalls dieses Thema im Lied 15 Min. of fame verarbeitet. Außerdem existiert von Karl Bartos ein Titel mit dem Namen 15 Minutes of Fame. 1999 veröffentlichte der britische Musiker Nik Kershaw den Titel 15 Minutes auf dem gleichnamigen Album, das die von Warhol beschriebene Flüchtigkeit von Ruhm behandelt.
Der britische Künstler Banksy schuf aus Fernsehgeräten eine Skulptur, welche die Aufschrift ”In the future, everyone will be anonymous for 15 minutes“ auf den Bildschirmen trägt.